# Ruta de Illinois 251
La Ruta de Illinois 251, y abreviada IL 251 (en inglés: Illinois Route 251) es una carretera estatal estadounidense ubicada en el estado de Illinois. La carretera inicia en el sur desde la I 39  , US 51   en Kappa hacia el norte en la US 51  , IL 75   en South Beloit. La carretera tiene una longitud de 217,8 km (135.32 mi).

## Mantenimiento
Al igual que las autopistas interestatales, y las rutas federales y el resto de carreteras estatales, la Ruta de Illinois 251 es administrada y mantenida por el Departamento de Transporte de Illinois por sus siglas en inglés IDOT.

## Cruces
La Ruta de Illinois 251 es atravesada principalmente por la  US 20     en Rockford
 IL 173     en Machesney Park.